# Кривцов, Александр Станиславович
Алекса́ндр Станисла́вович Кривцо́в (укр. Олександр Станіславович Кривцов; 3 сентября, 1950, Волчанск, Харьковская область, Украинская ССР, СССР — 14 января 2019 года, Харьков, Украина) — советский и украинский государственный и политический деятель, деятель местного самоуправления.
Глава администрации Киевского района города Харькова (1990—2001), заместитель председателя Харьковской областной государственной администрации (2001—2005), заместитель Харьковского городского головы (2006—2012). Член Политического совета Партии регионов, председатель харьковской городской организации Партии регионов, заместитель председателя областного отделения Партии регионов. Депутат Харьковского городского совета (с 2010 года).
Почётный гражданин Харькова (2009). Кандидат экономических наук, профессор Национального аэрокосмического университета имени Н. Е. Жуковского (НАУ). Родной брат ректора НАУ Владимира Кривцова.

## Биография

### Первые годы
Александр Кривцов родился 3 сентября 1950 года в городе Волчанске Харьковской области. В 1973 году окончил с отличием Харьковский авиационный институт по специальности самолётостроение, получил квалификацию инженера-механика и начал трудовую деятельность помощником мастера на Харьковском авиационном заводе. Занимал должность старшего инженера-технолога.
С 1974 года Александр Кривцов работал на выборных должностях комсомольских и партийных органов. Был избран заместителем секретаря комитета комсомола Харьковского авиационного завода. В 1980 году был избран первым секретарем Харьковского областного комитета комсомола. В 1984 году партийными органами был направлен в аспирантуру Академии общественных наук при ЦК КПСС в Москве, которую окончил в 1987 году. Получил степень кандидата экономических наук.
В 1987 году был избран первым секретарем Киевского районного комитета Коммунистической партии Украины города Харькова.

### Руководство Киевским районом Харькова
В 1990 году был избран председателем Киевского районного совета народных депутатов, а затем и Киевского районного исполнительного комитета города Харькова. На этом посту занимался организацией строительства, формированием социальной инфраструктуры, сдачей в эксплуатацию новых жилых домов. С заселением данного микрорайона население района увеличилось более чем на 50 тысяч человек и приблизилось к 200 тысячам жителей. В кризисные 1990-е годы при его руководстве районом решалась проблема сохранения объектов социально-культурной сферы, недопущения перепрофилирования детских садов, школ, больниц, клубов по месту жительства. С 1991 года в районе началось активное создание школьных образовательных учреждений.

### В Харьковской областной администрации
В 2001 году после назначения Евгения Кушнарёва председателем Харьковской областной государственной администрации занял пост его заместителя.

### На посту первого заместителя Харьковского городского головы
В 2005 году после отставки Кушнарёва некоторое время не занимал государственных должностей и являлся председателем Общества с ограниченной ответственностью «РИСТА». В 2006 году после избрания Михаила Добкина харьковским городским головой занял пост первого заместителя харьковского городского головы (первого вице-мэра). В 2010 году после сохранил этот пост при новом городском голове Геннадии Кернесе. Был отправлен в отставку с этого поста 29 сентября 2012 года.
С августа 2008 года занимал пост первого заместителя председателя Харьковской городской организации Партии регионов, заместителя председателя Харьковской областной организации Партии регионов по вопросам организационно-правовой и кадровой работы.
С 2010 года был депутатом Харьковского городского совета.
Умер 14 января 2019 года. Похоронен в Харькове на городском кладбище № 13.

## Награды

### Ордена
- Орден «Знак Почёта» (СССР)
- «За заслуги» III степени
- «За заслуги» II степени
- Орден «Чернобыльский Крест за мудрость, гуманность и милосердие» (2007)
- Орден святого равноапостольного князя Владимира III степени (Украинская православная церковь Московского патриархата (2008)

### Грамоты
- Почётная грамота Харьковского городского исполнительного комитета
- Почётная грамота Харьковской областной государственной администрации
- Почётная грамота Харьковского областного совета
- Почётное отличие Министерства чрезвычайных ситуаций Украины

### Звания
- Отличник образования Украины
- Почётный гражданин Харькова (2009)